# GATA1
La proteína GATA1 es un importante factor de transcripción implicado en crecimiento celular y cáncer. Esta proteína pertenece a la familia de factores de transcripción GATA y juega un importante papel en el desarrollo de los eritrocitos regulando el paso de la hemoglobina fetal a la hemoglobina adulta. Se han asociado mutaciones en este gen con anemia diseritropoyética asociada al cromosoma X y con trombocitopenia.

## Función
GATA1 es esencial para el correcto desarrollo de los eritrocitos (células rojas de la sangre) y de los megacariocitos (células productoras de plaquetas), razón por la cual, ratones knockout que no poseen este gen, mueren ya en el estado de embrión. Concretamente, favorece la transcripción de la proteína estructural α-espectrina, que es crucial para que los glóbulos rojos adopten su forma correspondiente. Se ha podido observar que GATA1 incrementa la transcripción más de 100 veces en humanos.

## Estructura
La proteína GATA1 contiene tres dominios: un dedo-C, un dedo-N y un dominio de activación. El dedo-C, denominado así por su cercanía al extremo C-terminal, tiene un dominio de unión a ADN del tipo dedo de zinc. El dedo-N, denominado así por su cercanía al extremo N-terminal, también une ADN y además un cofactor llamado FOG-1 (friend of GATA). El dominio de activación es responsable de la potente activación transcripcional de GATA1.

## Patologías asociadas

#### Leucemias en Síndrome de Down
En 2002, Wechsler J. et al., demostraron que ciertas mutaciones del exón 2 del gen GATA1 se encontraban presentes en casi todos los casos de leucemia megacarioblástica aguda asociada al síndrome de Down. Mientras que este tipo de leucemia suele estar asociada a traslocaciones 1;22 y la expresión de una proteína de fusión, las alteraciones genéticas que dan lugar a individuos con síndrome de Down asociado a leucemia megacarioblástica aguda están relacionadas con mutaciones de GATA1 y la consecuente formación de proteínas GATA1 truncadas. En 2003, Greene et al. observaron que esas mismas mutaciones del exón 2 de GATA1 estaban también presentes en el desorden mieloproliferativo transitorio o en la leucemia transitoria asociados a síndrome de Down, que son condiciones precursoras que terminan evolucionando a leucemia megacarioblástica aguda en el 30% de los pacientes. Pine SR et al. observaron una incidencia de mutación del gen GATA1 de un 4% entre los pacientes estudiados con síndrome de Down, pero menos de un 10% de estos presentaban la mutación responsable de la leucemia megacarioblástica aguda. Shimada et al. demostraron en 2004 que la mutación está presente en el feto, lo que sugiere una acción temprana en el proceso de leucemogénesis. Además, con el fin de diagnosticar la leucemia transitoria, la búsqueda de una mutación en GATA1 en el momento del nacimiento podría servir como biomarcador de riesgo.

#### Efecto en enfermedades cardiovasculares
Gracias a técnicas derivadas de la secuenciación del genoma de plaquetas procedentes de pacientes con ateroesclerosis y sus familiares, un estudio publicado en la revista Nature Communications en 2021, logró identificar un SNP del gen GRK5 en la región no codificante (intrón) con gran capacidad reguladora, afectando al funcionamiento basal del factor de transcripción GATA1, y esto a su vez, afectando a la homeostasis de las plaquetas de las personas afectadas por enfermedades cardiovasculares, viéndose afectado el receptor PAR4 (receptor de proteasas relacionado con el grupo de las proteínas G).

## Interacciones
La proteína GATA1 ha demostrado ser capaz de interaccionar con:
- HDAC1[8]
- Histona deacetilasa 5[8]
- Dedo de zinc y dominio BTB de la proteína 16[9]
- LMO2[10]
- HDAC4[8]
- HDAC3[8]
- FLI1[11][12]
- ZFPM2[13]
- TAL1[14][10]